# Hovamyia suffuscipes
Hovamyia suffuscipes is een tweevleugelige uit de familie steltmuggen (Limoniidae). De soort komt voor in het Afrotropisch gebied.